# Meltdown (Marvel)
Tabitha Smith alias Meltdown is een superheldin uit de strips van Marvel Comics. Ze werd bedacht door Jim Shooter en Al Milgrom en maakte haar debuut in Secret Wars II #5 (november 1985). Ze verscheen later als lid van X-Force en Nextwave.
Tabitha is een mutant. Oude codenamen van haar zijn Time Bomb, Boom Boom en Boomer.

## Biografie

### Oorsprong
Tabitha Smith is de dochter van Marty Louis Smith en Mandy Smith. Ze werd geboren in Roanoke, Virginia. Vrijwel haar hele leven kon Tabitha niet goed opschieten met haar ouders. Op haar dertiende werden haar mutantenkrachten zichtbaar. Dit maakte dat ze wegliep van huis om Professor X op te zoeken. Onderweg naar New York nam ze de naam Time Bomb aan.

### De Beyonder
Vlak bij Washington D.C. ontspoorde de trein waar Tabitha mee reisde door toedoen van het kosmische wezen de Beyonder. Omdat ze dacht dat hij een mutant was en vergezelde hem naar Professor X’ school. Voor ze daar aankwamen doken de X-Men en New Mutants op en bevochten de Beyonder. Bang voor dit gevecht vluchtte Tabitha naar een nabijgelegen bos en probeerde zelfmoord te plegen, maar de Beyonder dook net op tijd op om haar te stoppen. Hij nam haar mee naar een planeet waar de Celestials zich bevonden. Aldaar dreigde hij en universum te vernietigen en versloeg een paar Celestials. Tabitha wist de Beyonder zover te krijgen dat hij haar terugbracht naar de Aarde. Daar waarschuwde ze de Avengers. Omdat de Beyonder Tabitha als zijn enige vriend zag, stond hij toe dat de Avengers hem versloegen.
Tabitha keerde niet terug naar de X-Men en de Avengers. Ze vertrok naar New York waar ze op straat leefde.

### Fallen Angels en X-Terminators
Uiteindelijk werd ze gevonden door de teleporterende crimineel Vanisher. Hij rekruteerde haar als lid voor de Fallen Angels, waar ze de codenaam Boom Boom aannam. Gedurende haar tijd bij deze dievenbende leerde ze van Vanisher veel vaardigheden. Ze werd echter steeds onzekerder over haar verblijf bij het team, en waarschuwde X-Factor. Ze verliet de Fallen Angels, en verbleef een tijdje in het X-Factor hoofdkwartier. Uiteindelijk werd ze samen met andere X-Factor leerlingen lid van de X-Terminators.

### New Mutants en X-Force
Na de gebeurtenissen uit de Inferno saga werd Tabitha lid van de New Mutants. Hier werd ze verliefd op Cannonball. Ze bleef zelfs bij het team toen Cable opdook. Onder Cable’s training leerde Tabitha beter om te gaan met haar krachten. Cable vormde de New Mutants uiteindelijk om tot X-Force. Tabitha vroeg zich hierna ook regelmatig af waarom ze eigenlijk bij de groep bleef die nu zo radicaal was veranderd. Tevens veranderde ze haar codenaam in Boomer. Ze maakte zelfs nieuwe kostuums voor X-Force.

### Meltdown
Toen Sabretooth vlak voor Tabitha’s ogen bijna Psylocke vermoordde, veranderde Tabitha haar houding. Ze werd mentaal sterker en veranderde haar codenaam naar Meltdown. Ook kreeg ze meer controle over haar krachten.
Toen X-Force zich afzonderde van Cable kreeg Tabitha een relatie met Sunspot. Het team richtte zich op spionage onder leiding van Pete Wisdom. Wisdown leerde Tabitha om computers te hacken.
Toen Cable het bestaan ontdekte van een nieuw Weapon X programma, richtte hij een ondergrondse organisatie op waar Tabitha ook lid van werd. De groep was in staat het Weapon X complex binnen te dringen en het programma uit te schakelen. Na dit alles sloot Tabitha zich aan bij een nieuwe X-Foce om Skornn te bevechten.
Tabitha was een van de weinige mutanten die haar krachten behield na House of M.
Kort na House of M was Tabitha een van de oprichters van Nextwave.

## Krachten en vaardigheden
Tabitha is een mutant met de gave ballen van een onbekende soort energie op te wekken, die ze zelf “tijdbommen” noemt. Ze kan deze ballen verschillende vormen en explosieve kracht laten aannemen. Tabitha kan bepalen hoeveel tijd er verstrijkt tussen dat een bal gemaakt wordt en dat hij ontploft. Later leerde ze eveneens hoe ze de energie weer kon absorberen als ze besloot toch geen ontploffing te veroorzaken. Ook leerde Pete Wisdom haar hoe ze haar energie kon bundelen tot stralen.

## In andere media
- Tabitha verscheen in de X-Men animatieserie verscheen Tabitha als een j ong kind, samen met Rusty, Whiz-Kid, en Skids, in de aflevering "No Mutant is an Island" .
- Tabitha, onder haar codenaam Boom Boom, verscheen in de animatieserie X-Men: Evolution. Haar stem werd gedaan door Megan Leitch. In de serie was ze oorspronkelijk lid van de New Mutants. Haar gebrek aan discipline maakte haar echter tot een lastige student. Ze verliet het team daarom om zich bij de Brotherhood of Mutants aan te sluiten. Toen Mystique later terugkeerde werd ze echter ook uit de Brotherhood gezet. Daarna werd haar rol in de serie beduidend kleiner. In de laatste aflevering werd onthuld dat ze in de toekomst weer bij de X-Men zou komen.
- In de film X2 verscheen haar naam op een computerscherm waarop een lijst van mutanten werd getoond.